# Rhizoglyphus echinopus
Rhizoglyphus echinopus är en spindeldjursart som först beskrevs av Fumouze och Robin 1868.  Rhizoglyphus echinopus ingår i släktet Rhizoglyphus och familjen Acaridae. Inga underarter finns listade i Catalogue of Life.